# 1966年フライング・タイガー・ラインCL-44墜落事故
1966年フライング・タイガー・ラインCL-44墜落事故（1966ねんフライング・タイガー・ラインCL-44ついらくじこ）は、1966年12月24日に発生した航空事故である。立川飛行場からダナン国際空港へ向かっていたフライング・タイガー・ラインのカナディア CL-44がダナン国際空港へのアプローチ中に墜落し、乗員4人全員と地上の107人が死亡した。この事故はカナディア CL-44による航空事故の中で死者数が最多の事故となっている。

## 事故機
事故機のカナディア CL-44（N228SW）は製造番号31として製造され、1962年4月16日に機体記号CF-OFH-Xとして初飛行し、機体記号がN228SWに変更されてシーボード・ワールド航空に納入された。同機は1963年9月30日から1965年10月31日まで英国海外航空にリースされていた。シーボード・ワールド航空に返却された後、同機は1965年11月3日からフライング・タイガー・ラインにリースされた。エンジンはロールス・ロイス タイン 515を搭載していた。

## 事故の経緯
事故機は雨と霧の中、燃料も残り少ない状態でダナン国際空港へ接近していた。同機にはアメリカ空軍のための軍需品や貨物が搭載されていた。前述の通り同機の燃料タンクは空に近かったため、着陸を中止することは不可能であった。現地時間19時15分、同機はダナン国際空港から南に1kmの地点で木に衝突し、そのままビンタイ村に墜落した。この事故で乗員4人全員と地上にいた107人が死亡し、50人が負傷した。

## 事故原因
事故原因はCFITであるとされた。悪天候のためか事故機はグライドパスの示す高度を下回ってダナン国際空港に進入し、このことが事故に繋がったと考えられている。